# 巨亭乡
巨亭乡是中国陕西省汉中市宁强县下辖的一个乡。

## 行政区划
巨亭乡下辖以下行政区：
巨亭沟村、茅坝子村、罗家垭村、龙岗坝村、鸳鸯池村